# معاقب مدى الحياة
معاقب مدى الحياة (بالإنجليزية: Grounded for Life)‏ هو مسلسل تلفزيوني اميركي ست كوم اُذيع لأول مرة في 10 يناير، 2001 باعتباره استبدال منتصف الموسم على شبكة فوكس. واستمر لمدة موسمين على الشبكة حتى تم إلغاؤه بعد حلقتين في موسمه الثالث. وعلى الفور تم انتقاؤه من قبل تلفزيون WB لتكملة بقية الموسم الثالث، حيث بثته لمدة موسمين إضافيين حتى تم إلغائه في 28 يناير، 2005.

## الملخص
العرض يدور في حي أيرلندي في جزيرة ستاتين ،في نيويورك، ويدور حول تفاعل كوميدي لأسرة فينيرتي. أحد الجوانب اللأساسية في العرض هو أن شون وكلوديا فينيرتي أنجبا طفلهما الأول وتزوجا عندما كان عمرهما ثمانية عشر عاما فقط. وهكذا، في حين أن لديهم ثلاثة أطفال، من بينهم طفلة في سن المراهقة، هم أنفسهم من صغار السن نسبيا. يتبع العرض نمط غير معتاد من القص، فغالبا ما يبدأ بمشهد في نهاية القصة أو في بعض الأحيان في الوسط، ويملاء الفجوات بالفلاش باك. المفاهيم الرئيسية تدور حول عائلة كاثوليكية إيرلندية مع ثلاثة أطفال—فتاة واحدة واثنين من الفتيان—يمرون من كارثة إلى أخرى، والاستفادة بالفلاش باك لشرح الأوضاع الراهنة التي وجدوا أنفسهم فيها.
الافتتاحية الموسيقية تُلعب بالإيتار، والذي يؤديها فرقة وين، والتي تلعب أيضا الموسيقى بين الكواليس (المشاهد). العرض الأول، استمر إلى الحلقات الأحد عشر الأولى من الموسم 1، وقد أظهر الأسرة وهي تلعب كرة السلة. من الحلقة الثانية عشرة («بدا جيمي ممارسته لقتال الكونغ فو») وما بعده، انها أظهرت مزيجا من مشاهد من الموسم 1. الافتتلحية كان يتم تحديثها كل عام لتشمل مشاهد من الموسم التي تعرض فيه. الافتتاحية هي اقتطاع من مشاهد من المسلسل، كأن يتم عرض أسماء فريق العمل بها بعد تسلسل خلال الحادث ذاته.
الموسيقى مهمة في إنتاج المسلسل، مع الإشارات الموسيقية المستخدمة عند دخول والخروج من الفلاش باك. بالإضافة إلى ذلك، كانت تتم تسمية الحلقات باسم الأغاني أو في حالات كثيرة بتغييرات بسيطة في اسم أو كلمات الأغاني. أيضا، في كل حلقة كان هناك بعض الاختلاف في الموسيقى في افتتاح العرض، واختلاف في نهاية العرض أيضا.
حلقتين من الموسم 3، "Oh, What a Knight" و"Part-Time Lover," لم لم يتم بثهما، ولكن يمكن مشاهدتهما على أي بي سي للعائلة.

## قائمة فريق العمل
- شون فينيرتي-- دونال لوج
- كلوديا فينيرتي-- ميجين بريس
- إدي فينيرتي-- كيفن كوريغان
- ليلي كاترين فينيرتي-- لينزى بارتيلسون
- جيمي فينيرتي-- غريفين فرازين
- هنري كولين فينيرتي-- جيك برباج (الموسم 1-4)
- براد أو'كييف-- بريت هاريسون (الموسم 3-5 ؛ المتكرر سابقا)
- والت فينيرتي-- ريتشارد ريل (الموسم 1-2 ؛ المتكرر بعد ذلك)
- الراهبة هيلين -- ميريام فلين (الموسم 1-5)
- أليسون -- اوتم ريسير (الموسم 1-4)
- دين بيرامتي-- مايك فوغل (الموسم 2-4)
- دان أو'كييف-- غريغوري جبارة (الموسم 2-5)

## الشخصيات
- شون فينيرتي (دونال لوج)-- في البداية عمل في خطوط مترو الانفاق في المدينة كعامل. في مواسم في وقت لاحق، تملك ادار حانة مع شقيقه، إدي، والذي قد أطلق عليه Red Boot Pub.. هو أب لثلاثة (في وقت لاحق أربعة) أطفال، شون يتعامل أيضا مع والده، وأخيه غير المسؤول، والراهبة هيلين في مدرسة أولاده.
- كلوديا فينيرتي (نا بوستامانت) (ميجين بريس) -- كلوديا حملت وهي في المدرسة الثانوية، وانتهى به المطاف إلى الزواج بشون فينيرتي. حصلت على وظيفة مضيفة في أحد مطاعم السوشو ثم في مواسم لاحقة أخذت محاضرات في كلية وادسورث Wadsworth. حملت في بداية الموسم الخامس وولدت فتاة تدعى جرايسي.
- إدي فينيرتي كيفين كوريجين-- الاخ / العم. قبل افتتاح حانة مع شقيق كانت وظيفته غير واضحة، وربما غير قانونية (على سبيل المثال، عندما كان يجلب في صندوق إلى منزل فينيرتي، ويرفض أن يفصح عن محتوياته، ولكن يقول لشون عندما يهزه «هذا ليس بذكاء»). مؤامرات مختلفة تدور حوله إثارته فوضى قانونية مع شقيقه وشقيقته. إدي في كثير من الأحيان يخيل له اقامة علاقة مع كلوديا.
- ليلي فينيرتي (14-18 عاما) -- مراهقة دائما على خلاف مع والديها. وقد احبت جارها، براد أوكيف على الرغم من أنها لم تحبه في البداية. ليلي قابلت صبي يدعى دين في حلقة "Bang on the Drum" وبدأت في مواعدته من ذلك الوقت إلى الحلقة الحادية عشرة من الموسم الثلاث حيث تعود إلى براد يوم عيد ميلادها السادسة عشرة. واستمرت في مواعدته لبقية العرض، والعلاقة بينهما، ومشاكلهم، غالبا ما تكون نقطة أساسية في الحلقات.
- جيمي فينيرتي (12-15 سنة) -- البطة السوداء بالنسبة لعائلته، فاختيارات جيمي ليست دائما مقبولة من قبل والديه (مثل اختياره لان يصبح نباتي). وبالتالي، فإنه غالبا ما يثق في عمه ايدي.
- هنري فينيرتي (8-12 سنة) -- الابن الأصغر للعائلة، هنري، اختفى في بداية الموسم الخامس عندما غادر الممثل برباج شرقا مع عائلته. انه فعلا لم يُرى خلال الموسم الخامس، لكنه، مع ذلك، ذُكر عدة مرات، ولا سيما في حلقة "Hello, Goodbye" عندما تقول كلوديا لوالت أن هنري موجود«... في مكان ما بالقرب من هنا».
- براد اوكيف (بريت هاريسون) (14-18 سنة) --الجار الظريف، والذكي وأيضا منسجم اجتماعيا، ويصبح في وقت لاحق صديق ليلى في نهاية الموسم الثالث. فهو شره علميا وهو أيضا مشترك في نادي العلوم في المدرسة.
- والت فينيرتي—شون هو والد إدي. هو رجل أرمل غالبا ما يأتي إلى المنزل أو إلى الحانة لرؤية أطفاله وأحفاده. انه متحكم للغاية، وخاصة في أبناءه، ويظهر انه إنسان مثالي ولكنه يفتقر إلى مهارات الابوة (ترويع أبنائه عندما كانوا صغارا أو جعله لحفيديه بان يحفرا حفرة عميقة دون سبب).
- جرايسي فينيرتي (ما زال طفل رضيع في نهاية المسلسل) -- ويختتم المسلسل بولادة كلوديا لجرايسي، ليصل عدد أطفال فينيرتي إلى أربعة في نهاية هذه المسلسل. جرايسي كان من المقرر أن يسمى روز، ولكن هذا الاسم ذكر الجميع الجميع بشخصية روز (اسم انثى) في تايتانيك.

## الحلقات
| الموسم        | رقم الحلقات | وقت البث      | تاريخ بداية البث | تاريخ انتهاء البث           | المرتبة | المشاهدين | القناة التلفزيونية |
| ------------- | ----------- | ------------- | ---------------- | --------------------------- | ------- | --------- | ------------------ |
| الموسم الأول  | 15          | الأربعاء 8:30 | 10 يناير 2001    | 23 مايو، 2004               | #87     | 8.9       | فوكس               |
| الموسم الثاني | 22          | الأربعاء 8:30 | 26 سبتمبر، 2007  | 12 مايو، 2002               | #96     | 7.2       | فوكس               |
| الموسم الثالث | 13          | الجمعة 9:30   | سبتمبر 17, 2008. | التاسع من شهر مايو عام 2008 | #95     | 8.10      | فوكس / WB          |
| الموسم الرابع | 28          | الجمعة 9:00   | 28 سبتمبر، 2003  | 14 مايو، 2009               | TBA     | TBA       | WB                 |
| الموسم الخامس | 13          | الجمعة 8:30   | سبتمبر 17, 2008. | 5 يناير، 2005               | #145    | 2.7       | WB                 |

## بيع حقوق البث

### الولايات المتحدة الأمريكية
- تُعاد جميع الخمسة مواسم من معاقب مدى الحياة على أي بي سي للعائلة من ال 4 - حتى ال 5 مسائا على مدار الأسبوع.
- في 16 نوفمبر، 2009 إم تي في بدأت تبثهفي بشكل عشوائي خلال الأسبوع. على عكس ABC Family's، هذا البث يحتوي على النهايات والحلقات نفسها تبثت بشكل متكرر بصورة أكثر.

### أوروبا
- في ألمانيا بُث باسم "Keine Gnade für Dad " يعني «لا رحمة لأبي».
- في بلجيكا يبث على قناة في تي-4 باللغة الإنجليزية، مع ترجمة هولندية.
- في السويد تم بثه على TV3 وحاليا المواسم الخمسة كلها تبث على TV4 Komedi.
- في أيرلندا تم بثه على RTÉ 2 حتى اُلغي في عام 2005.
- في بلغاريا يتم بثه على Comedy BTV (على GTV سابقا)
- في فنلندا يتم بثه على TV Viisi باللغة الإنجليزية، مع ترجمات فنلندية.

### آسيا
- في فلسطين تم بثه على HOT3، تحت عنوان «معاقب مدى الحياة» (معاقب مدى الحياة).

### أستراليا
- في أستراليا يبث على قنوات التلفزيونية المدفوعة مثل محطة The Comedy Channel, في ال 3:30 مسائا على مدار الأسبوع.

## إصدارات الدي في دي
Anchor Bay Entertainment اصدرت جميع المواسم ال 5 من معاقب مدى الحياة على دي في دي في المنطقة 1.
| اسم الدي في دي | رقم الحلقات | المنطقة (1)       | المنطقة 2    | الميزات |
| -------------- | ----------- | ----------------- | ------------ | --- |
| الموسم الأول   | 20          | 7 فبراير 2006.    | 5 مارس 2007  | ميزات اضافية تتضمن ميزات الصوت والتعليقات من قبل المبدعين بيل مارتن ومايك شيف، النجوم ميجين بريس، لينزى بارتيسون وريتشارد ريل، والكتاب كريس كيلي، جيم اودورتي، ديفيد م.إسرائيل، غريغ تومسون، وأرون ابرامز؛ ومقابلة مع المبدعين. هذه المجموعة تشمل المزيد من الميزات من أي مجموعة دي في دي أخرى بسبب عرض غلطات أثناء التصوير، والمقابلات. |
| الموسم الثاني  | 17          | 16 مايو، 2006     | 3 مارس 2006. | وتشمل ميزات اضافية متضمنة عرض غلطات أثناء التصوير، التعليق على حلقة واحدة مع المبدعين مارتن بيل ومايك شيف، النجوم ميجين بريس وينزى بارتيلسون، ومقابلة مع أشتون كوتشر ومع كيفين كوريجان، وهاي ليتس للموسم الثاني. |
| الموسم الثالث  | 13          | 8 أغسطس 2006      | TBA          | وتشمل الميزات تعليق على ال 6 اغاني من المبدعين مارتن بيل ومايك شيف، النجوم ينزى بارتيلسون، ميريام فلين، وكريس هوجان، والكتاب كريس كيلي، نيد جولد رير، غريغ تومسون، وأرون ابرامز، ويشمل أيضا الحلقاتين التين لم يبثا أبدا. |
| الموسم الرابع  | 28          | November 10 2006. | TBA          | الميزات اضافية تتضمن ميزات التعليق على 5 حلقات من المبدعين مارتن بيل ومايك شيف؛ النجوم دونال لوج، لينزى بارتيلسون، بريت هاريسون، وغريفين فرازين؛ والكتاب كريس كيلي وإيريكا ريفينوجا؛ ورسالة من المبدعين، مدرجة في كل من موسم المجموعة، وعرضت كميزة اضافية لهذه المجموعة.                                                                 |
| الموسم الخامس  | 13          | 25 سبتمبر، 2007   | TBA          | لا الميزات اضافية مدرجة، ولكن هناك "رسالة من المبدعين. |

## وصلات خارجية
- الموقع الرسمي
- قالب:Epguides
- معاقب مدى الحياة على موقع IMDb (الإنجليزية)
- معاقب مدى الحياة على موقع ميتاكريتيك (الإنجليزية)
- معاقب مدى الحياة على موقع روتن توميتوز (الإنجليزية)
- معاقب مدى الحياة على موقع كينوبويسك (الروسية)
- معاقب مدى الحياة على موقع ألو سيني (الفرنسية)
- معاقب مدى الحياة على موقع قاعدة بيانات الفيلم (الإنجليزية)